# Listowel
Listowel (Lios Tuathail, "fortaleza de Tuathal", em irlandês) é uma cidade do Condado de Kerry, na Irlanda, situada às margens do rio Feale, com cerca de 3 000 habitantes.
Listowel é a capital literária da Irlanda. Cidade onde nasceu um número notável de escritores, desde o início dos anos 1970 ela abriga um festival anual conhecido como Semana dos Escritores – cinco dias de encenação de peças, lançamentos de livros, leituras de poesia, workshops, cantorias e camaradagem ininterrupta.